# Марш-манёвр

Тарутинский манёвр (марш-манёвр).

Марш-манёвр — устаревший военный термин, под которым понимается передвижение крупных масс войск (войсковых соединений и объединений) в походном порядке с целью занятия выгодного положения, перегруппировки, наращивания сил или выхода из угрожающей ситуации. 
Необходимость организации марш-манёвра, как правило, является следствием резких перемен в тактической, оперативной или стратегической обстановке, когда прежнее расположение войск уже не позволяет решать поставленные боевые задачи. Марш-манёвр считается одной из форм перегруппировки войск. Переброска войск марш-манёвром могла осуществляться как в ходе наступательных/оборонительных военных (боевых) действий, так и при отступлении; направление марш-манёвра может быть вдоль фронта (Тарутинский манёвр), к фронту (манёвр германской армии при вторжении в Бельгию и Францию в 1914 году) или от фронта в тыл (отход русских войск в 1812 году от деревни Бородино к Москве). В XX веке термин марш-манёвр вышел из употребления.

## Исторический очерк
Впервые марш-манёвр был использован в войнах второй половины XVII века. Его появление связывают с возникновением постоянных наёмных армий, магазинной системы снабжения войсковых частей и необходимостью бороться с теми вооружёнными силами, которые придерживаются кордонной стратегии боевых действий. Из-за затруднений при доукомплектовании дорогостоящих наёмных армий и риска больших потерь возникла концепция достижения успеха через угрозу базам снабжения и опорным пунктам противника путём маневрирования войсками вне поля боя на путях сообщения и снабжения его сил. В XVII веке высшей мерой успеха считался не разгром неприятельских сил, а захват его территориальных владений или некоторой их части без решительного сражения.
Исторические примеры:
- Шведский король Густав II Адольф в 1630—1632 годах тридцатилетней войны 1618—1648 годов мастерскими манёврами своих сил и грамотной блокадой крепостей принудил немецкие войска сдать без сопротивления почти всю Померанию[3][4].
- Во время войны за Австрийское наследство 1740—1748 годов австрийские войска под командованием фельдмаршала Трауна вытеснили прусские войска короля Фридриха II из Богемии[3][4].

Начиная со второй половины XVIII века русские полководцы А. В. Суворов и П. А. Румянцев нашли примененение марш-манёврам для решительного разгрома сил неприятеля внезапным ударом, а не только занятия его территорий, крепостей и городов. Например, в сражении у Рябой Могилы превосходящие турецкие силы были разгромлены благодаря стремительному выходу русских частей под командованием Румянцева на турецкие фланги и в тыл.
В конце XVIII — начале XIX веков сущность понятия марш-манёвр претерпела значительную трансформацию из-за возникновения массовых регулярных вооружённых сил мобилизационного образца и быстрого совершенствования боевой техники и вооружений. Так как приоритетной целью воюющих сторон стал не захват территорий и ключевых пунктов на них, а уничтожение противостоящих армий, то марш-манёвры начали совершаться в ходе наступательных действий для скрытного сближения с основными силами врага, занятия выгодных позиций для удара или для создания превосходства над противником на решающем направлении.
Исторические примеры: Ульмско-Ольмюцкий марш-манёвр Кутузова
В войнах XX века в связи с появлением и быстрым развитием принципиально новых средств транспорта (авиационных, автомобильных, железнодорожных и т. д.) и дальнейшим возрастанием численности вооружённых сил марш-манёвр постепенно утратил своё прежнее значение и был вытеснен самостоятельно существующими понятиями марша и манёвра.